# Жагата, Отилия Гиртовна
Отилия Гиртовна Жагата (латыш. Otīlija Žagata; 1923 — 25 октября 2007) — передовик советской чёрной металлургии, каменщица по ремонту мартеновских печей Лиепайского завода «Сарканайс металургс» Латвийского совнархоза, Герой Социалистического Труда (1960).

## Биография
Родилась в 1923 году в селе Вайнёде Айзпутского уезда в Латвии..
Трудиться начала работая по найму. С 1940 года проживала в Латвийской ССР. Во время Великой Отечественной войны находилась на оккупированной территории, перебивалась случайными заработками.
С 1949 года подсобная рабочая, а затем каменщица по ремонту мартеновских печей на Лиепайском заводе «Сарканайс металургс» Латвийского совнархоза.
За время трудовой деятельности на одном из сложных участков строительной работы показала себя ответственным и добросовестным работником. Постоянно побеждала в социалистических соревнованиях, задания исполняла с превышением нормы. В 1953 году ей был присвоен 5-й разряд каменщика. Признавалась лучшей в своей профессии на заводе, участвовала в наставнической работе.
Указом Президиума Верховного Совета СССР от 7 марта 1960 года «в ознаменовании 50-летия Международного женского дня, за выдающиеся достижения в труде и особо плодотворную общественную деятельность» Отилии Гиртовне Жагата было присвоено звание Герой Социалистического Труда с вручением ордена Ленина и медали "Серп и Молот.
Продолжала и дальше трудиться на заводе до выхода на заслуженный отдых в 1972 году.
Представляла отрасль и свой район в качестве делегата XXIII съезда КПСС. Член КПСС с 1962 года
Проживала в городе Лиепая. Умерла 25 октября 1987 года.

## Награды
За трудовые успехи была удостоена:
- золотая звезда «Серп и Молот» (07.03.1960);
- орден Ленина (07.03.1960);
- другие медали.